# Nordschleife
Nordschleife es el trazado largo del autódromo de Nürburgring, situado en los bosques de la región de Eifel (Alemania). Es el autódromo más largo del mundo con una longitud de 20 kilómetros, un total de 40 curvas a izquierdas, 50 a derechas y una diferencia de altura de 300 metros a lo largo del trazado.
Desde su construcción en 1927, Nordschleife se ha ganado la reputación de ser uno de los circuitos más temidos y difíciles de conducir. El piloto de Fórmula 1 Jackie Stewart, después de haber sido campeón del mundo en tres ocasiones (1969, 1971 y 1973) quedó tan impresionado por el circuito que le dio el sobrenombre con el que se le conoce actualmente: Infierno Verde (Grüne Hölle).

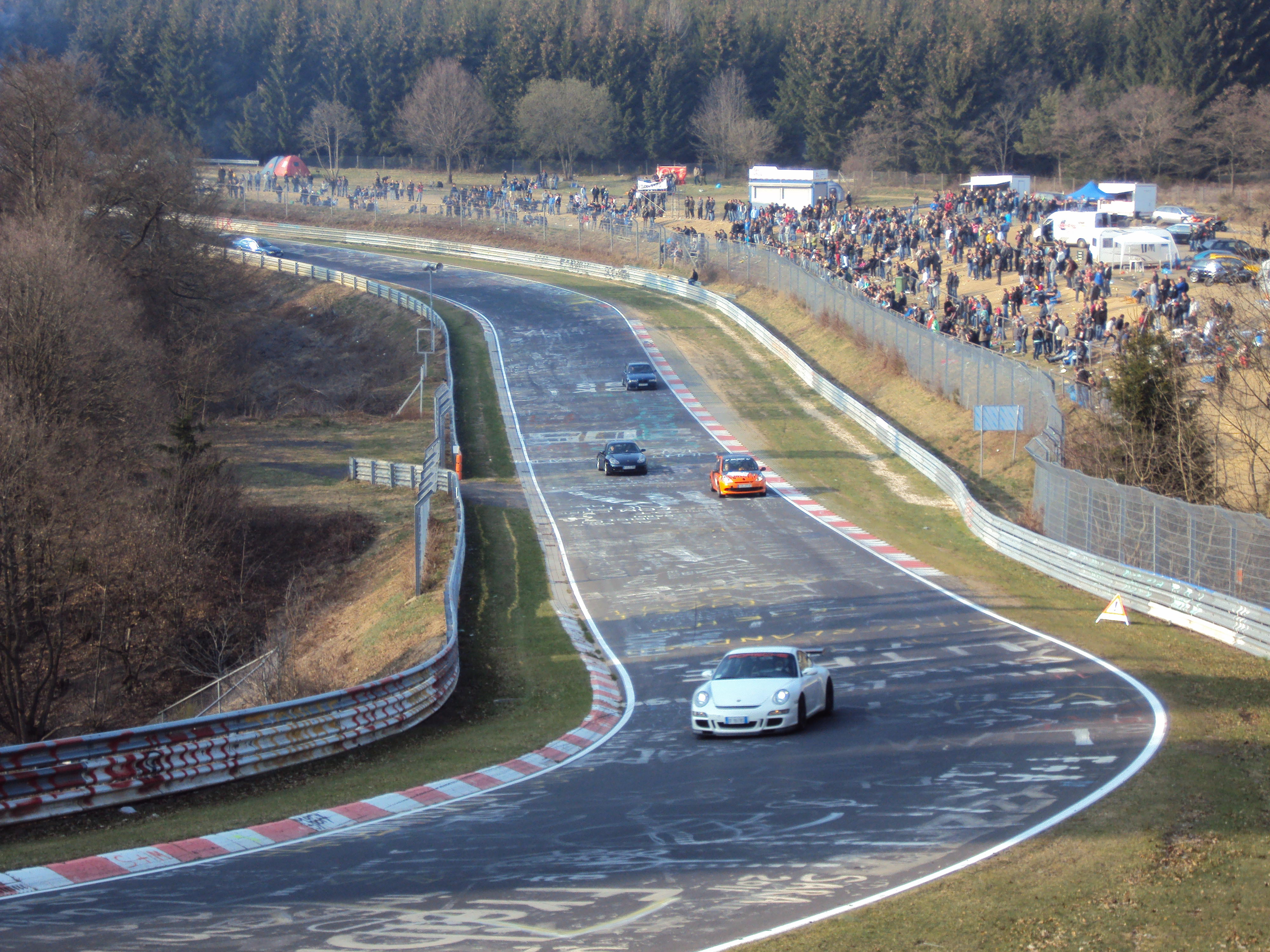
La pista de Nürburgring.

Hoy en día, el evento más famoso referente al circuito son las 24 Horas de Nürburgring, que cuenta con 800 pilotos y un máximo de 200 coches participantes en la carrera.

## Variantes
Tras la última reforma en 2002, el Nordschleife cuenta con seis variantes. El Nordschleife puro no incluye ninguna porción del circuito de Gran Premio, y mide 20.832 metros. La variante corta (Kurzanbindung) mide 24.369 metros, la cual siempre se utiliza con la sección Mercedes Arena. La variante larga (Dunlop) mide 25.378 metros sin la sección Mercedes Arena, y 25.947 metros con la Mercedes Arena.

## Historia
- 1927 - Rudolf Caracciola ganó la primera carrera de coches en la nueva pista de carreras el 19 de junio de 1927.
- 1960 - Jackie Stewart, involuntariamente, dio el sobrenombre actual al circuito cuando lo llamó el Infierno Verde.
- 1975 - Niki Lauda hace los 22,8 kilómetros (1951-1976) en un Ferrari en 6:58.60 min. (Clasificación).
- 1975 - Clay Regazzoni hace el circuito de 22,8 kilómetros en un Ferrari en 7:06.40 min. (Carrera).
- 1976 - Sucede el accidente de Niki Lauda, que significó el final de la Fórmula 1 en el Nordschleife.
- 1983 - Christian Danner en un BMW 832 F2 consiguió hacer un tiempo récord de 6:28.03 min. durante una carrera.
- 1983 - Stefan Bellof en un Porsche 956C establece un récord en : 6:11.13 min.
- 2018 - Timo Bernhard en un Porsche 919 Hybrid Evo hace el tiempo de vuelta más rápido jamás registrado : 5:19.54 min.

## Ganadores

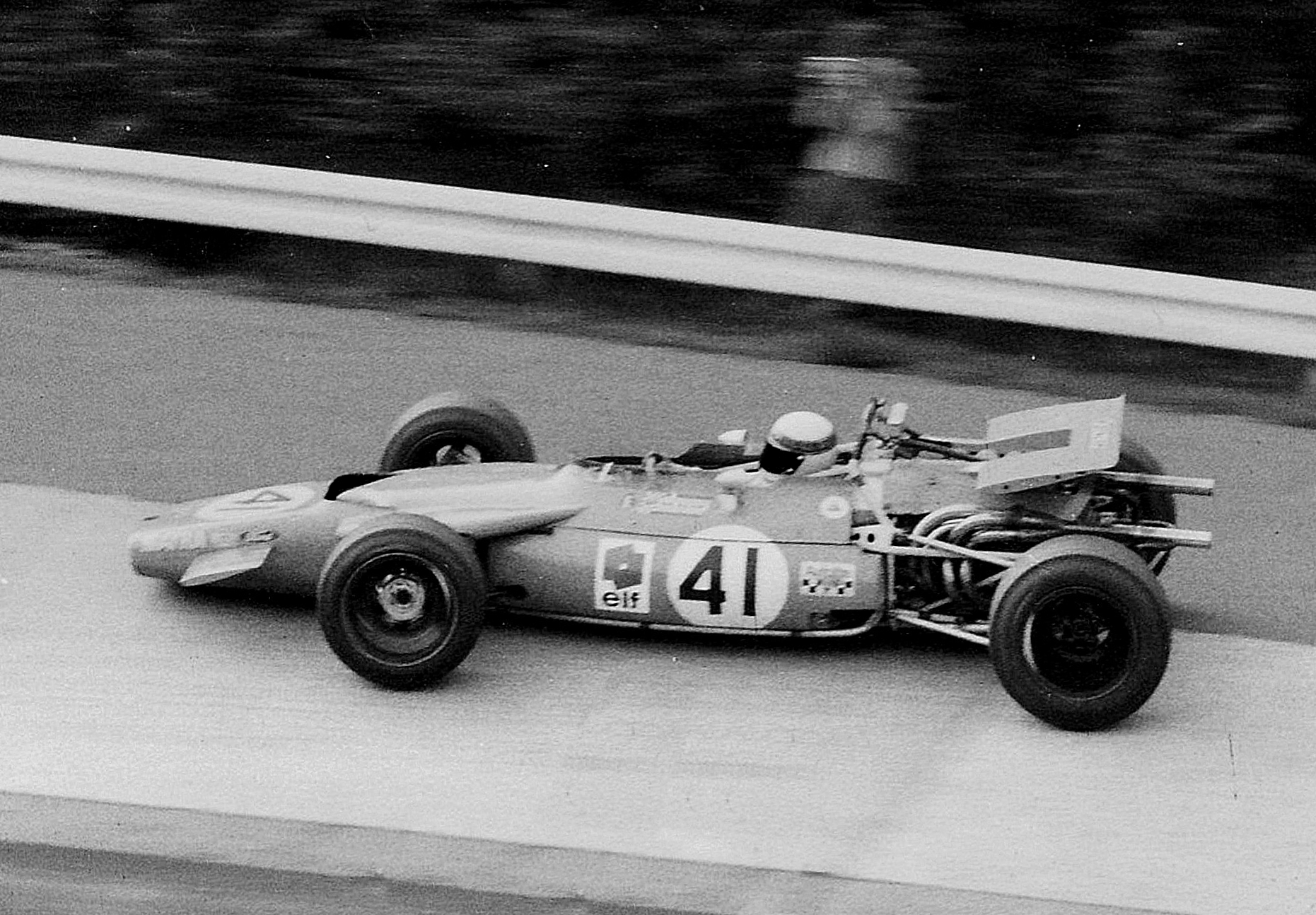
Jackie Stewart en el Gran Premio de Alemania de 1969.

### Fórmula 1
| Año  | Piloto             | Constructor   | Resultados |
| ---- | ------------------ | ------------- | ---------- |
| 1951 | Alberto Ascari     | Ferrari       | Resultados |
| 1952 | Alberto Ascari     | Ferrari       | Resultados |
| 1953 | Giuseppe Farina    | Ferrari       | Resultados |
| 1954 | Juan Manuel Fangio | Mercedes      | Resultados |
| 1956 | Juan Manuel Fangio | Ferrari       | Resultados |
| 1957 | Juan Manuel Fangio | Maserati      | Resultados |
| 1958 | Tony Brooks        | Vanwall       | Resultados |
| 1961 | Stirling Moss      | Lotus-Climax  | Resultados |
| 1962 | Graham Hill        | BRM           | Resultados |
| 1963 | John Surtees       | Ferrari       | Resultados |
| 1964 | John Surtees       | Ferrari       | Resultados |
| 1965 | Jim Clark          | Lotus-Climax  | Resultados |
| 1966 | Jack Brabham       | Brabham-Repco | Resultados |
| 1967 | Denny Hulme        | Brabham-Repco | Resultados |
| 1968 | Jackie Stewart     | Matra-Ford    | Resultados |
| 1969 | Jacky Ickx         | Brabham-Ford  | Resultados |
| 1971 | Jackie Stewart     | Tyrrell-Ford  | Resultados |
| 1972 | Jacky Ickx         | Ferrari       | Resultados |
| 1973 | Jackie Stewart     | Tyrrell-Ford  | Resultados |
| 1974 | Clay Regazzoni     | Ferrari       | Resultados |
| 1975 | Carlos Reutemann   | Brabham-Ford  | Resultados |
| 1976 | James Hunt         | McLaren-Ford  | Resultados |

### 24 Horas de Nürburgring
| Año  | Pilotos                                          | Escudería                 |
| ---- | ------------------------------------------------ | ------------------------- |
| 2025 | Farfus / Krohn / Marciello / van der Linde       | BMW M4 GT3                |
| 2024 | Feller / Marschall / Mies / Stippler             | Audi R8 LMS Evo II        |
| 2023 | Bamber / Catsburg / Fernández Laser / Pittard    | Ferrari 296 GT3           |
| 2022 | Frijns / van der Linde / Vanthoor / Vervisch     | Audi R8 LMS Evo II        |
| 2021 | Cairoli / Christensen / Estre                    | Porsche 911 GT3 R         |
| 2020 | Catsburg / Sims / Yelloly                        | BMW M6 GT3                |
| 2019 | Kaffer / Stippler / Vanthoor / Vervisch          | Audi R8 LMS Evo           |
| 2018 | Tandy / Makowiecki / Pilet / Lietz               | Porsche 911 GT3 R         |
| 2017 | De Phillippi / Mies / Winkelhock / van der Linde | Audi R8 LMS               |
| 2016 | Engel / Schneider / Christodoulou / Metzger      | Mercedes-AMG GT3          |
| 2015 | Mies / Müller / Sandström / Vanthoor             | Audi R8 LMS               |
| 2014 | Haase / Mamerow / Rast / Winkelhock              | Audi R8 LMS ultra         |
| 2013 | Schneider / Bleekemolen / Edwards / Thiim        | Mercedes-Benz SLS AMG GT3 |
| 2012 | Basseng / Haase / Stippler / Winkelhock          | Audi R8 LMS ultra         |
| 2011 | Bernhard / Lieb / Dumas / Luhr                   | Porsche 911 GT3 RSR       |
| 2010 | Lamy / Farfus / Alzen / Müller                   | BMW M3 GT2                |
| 2009 | Bernhard / Lieb / Dumas / Tiemann                | Porsche 911 GT3 RSR       |
| 2008 | Bernhard / Lieb / Dumas / Tiemann                | Porsche 911 GT3 RSR       |
| 2007 | Bernhard / Lieb / Dumas / Tiemann                | Porsche 911 GT3 RSR       |
| 2006 | Luhr / Bernhard / Rockenfeller / Tiemann         | Porsche 911 GT3 RSR       |
| 2005 | Lamy / Said / Huisman / Priaulx                  | BMW M3 GTR                |
| 2004 | Müller, D. / Müller, J. / Stuck / Lamy           | BMW M3 GTR                |
| 2003 | Reuter / Scheider / Tiemann / Strycek            | Opel Astra V8 Coupé       |
| 2002 | Zakowski / Lechner / Lamy                        | Dodge Viper GTS-R         |
| 2001 | Zakowski / Bartels / Lamy                        | Dodge Viper GTS-R         |
| 2000 | Mayländer / Bartels / Alzen / Heger              | Porsche 996 GT3R          |
| 1999 | Zakowski / Tiemann / Ludwig / Duez               | Chrysler Viper GTS-R      |
| 1998 | Duez / Bovensiepen / Menzel / Stuck              | BMW 320d                  |
| 1997 | Scheid / Reck / Tiemann / Zakowski               | BMW M3                    |
| 1996 | Scheid / Reck / Widmann                          | BMW M3                    |
| 1995 | Ravaglia / Duez / Burgstaller                    | BMW 320i                  |
| 1994 | Wlazik / Katthöfer / Rosterg                     | BMW M3                    |
| 1993 | de Azevedo / Konrad / Wirdheim / Katthöfer       | Porsche Carrera           |
| 1992 | Cecotto / Danner / Martin / Duez                 | BMW M3                    |
| 1991 | Winkelhock / Nissen / Hahne                      | BMW M3                    |
| 1990 | Heger / Winkelhock / Schmickler                  | BMW M3                    |
| 1989 | Pirro / Ravaglia / Giroix                        | BMW M3                    |
| 1988 | Dören / Holup / Faubel                           | Porsche Carrera           |
| 1987 | Ludwig / Niedzwiedz / Sope                       | Ford Sierra Cosworth      |
| 1986 | Oestreich / Rensing / Vogt                       | BMW 325i                  |
| 1985 | Felder / Hammelmann / Walterscheid-Müller        | BMW 635                   |
| 1984 | Felder / Bröhling / Oberndorfer                  | BMW 635                   |
| 1982 | Gartmann / Ludwig / Niedzwiedz                   | Ford Capri                |
| 1981 | Döring / Gartmann / Müller                       | Ford Capri                |
| 1980 | Selzer / Wolf / Schneider                        | Ford Escort RS 2000       |
| 1979 | Rummle / Maurer / Vogt                           | Ford Escort               |
| 1978 | Müller / Hechler / Gschwendtner                  | Porsche Carrera           |
| 1977 | Müller / Hechle                                  | Porsche Carrera           |
| 1976 | Quirin / Hechler / Müller                        | Porsche Carrera           |
| 1973 | Lauda / Joisten                                  | BMW 3,3                   |
| 1972 | Kelleners / Pank                                 | BMW Alpina                |
| 1971 | von Hohenzollern / Pank                          | BMW Alpina                |
| 1970 | Stuck / Schickentanz                             | BMW 2002 TI               |

## Secciones de la pista
Las secciones de la pista alrededor del Nordschleife reciben sus nombres debido a la historia de los años posteriores al inicio de la construcción del circuito en 1925 y los han mantenido hasta nuestros días. A continuación se presenta un panorama general de las ubicaciones de las secciones y la historia detrás de sus nombres.
0 kilómetros – Antoniusbuche
Aquí se encuentra un enorme árbol de haya, con un altar dedicado a San Antonio en su pie. El árbol estaba a la izquierda de la pista de carreras y fue derribado en 1935 para dar cabida a la nueva carretera B 258.
1 kilómetro - Tiergarten
Antiguo cementerio de animales que murieron en combate.
1 kilómetro - Hohenrain
Gran prado tendido a lo largo de la curva de frenado.
2-3 kilómetros - Hatzenbach

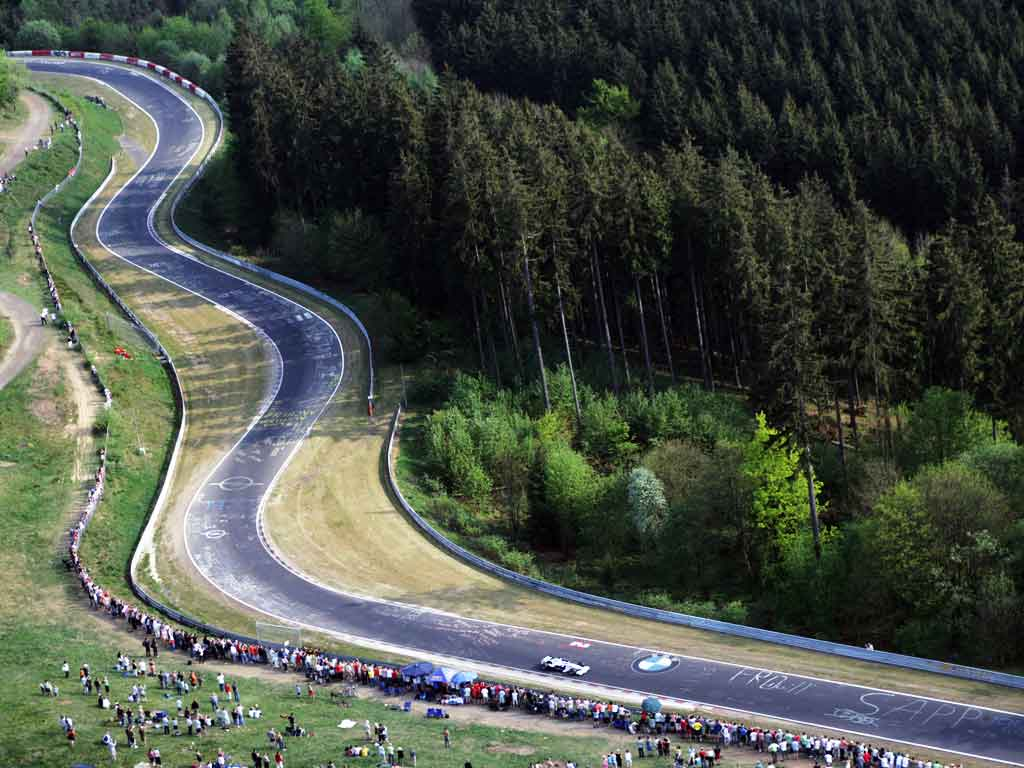
Sección circuito de Nordschleife

Un pequeño arroyo con el nombre de Hatzenbach se sitúa al lado del circuito.
3 kilómetros - Hocheichen
Los bosques de robles Mighty se situaban en esa zona antes de la construcción del circuito, algunos de los cuales tuvieron que ser talados.
3-4 kilómetros - Quiddelbacher-Höhe
Cresta por encima de la aldea de Quiddelbach.
4 kilómetros - Flugplatz
El ex aeródromo de planeadores que solía estar situado a la izquierda del circuito de carreras.
5 kilómetros - Schwedenkreuz
Hans Friedrich Datenberg, exalcalde de Kehlberg y recaudador de impuestos para Adenau, fue secuestrado y asesinado en este punto en 1638 por los soldados suecos callejeros. La cruz de 2,90 metros de altura todavía existe.
5-6 kilómetros - Aremberg
La colina y la aldea del mismo nombre, se encuentran cerca.
6 kilómetros - Fuchsröhre
Los trabajos de construcción en Nordschleife se detuvieron temporalmente aquí, debido a que había un zorro atrapado en uno de los tubos de desagüe. Los trabajadores dieron a esta sección de la pista su nombre actual.
7 kilómetros - Adenauer Forst
La superficie forestal del municipio de Adenau.
7-8 kilómetros - Metzgesfeld
Nombre de un campo de inscripción en el registro catastral. El propietario de los campos en este lugar era un tal Mertges.
8 kilómetros - Kallenhard
Esta sección estaba en una colina boscosa denominada Hart. Pero la propia colina sólo contenía arbustos y montes -> " kalt und Kahl " (frío y desnudo). De ahí el nombre "Kallenhard".
8-9 kilómetros - Wehrseifen
"Seifen" es la palabra celta para definir el valle. El "Wehrseifen" era una especie de frontera entre los gobernantes de Adenau y los de Breidscheid.
9 kilómetros - Ex-Mühle
Esto solía ser la ubicación de una fábrica de las afueras ("ex") de Adenau. Este fue el lugar previsto inicialmente para la línea de salida/meta. Pero el dueño del molino se negó a proporcionar los terrenos necesarios. La curva también es a menudo llamada "Curva Junek" después de que Victor Junek, muriera en un accidente en esta curva en 1928.
11 kilómetros - Bergwerk
Una mina de plomo estaba en funcionamiento en esta zona hasta alrededor de 1900, pero se cerró porque ya no se producía suficiente material.
12 kilómetros - Kesselchen
El nombre surgió durante los trabajos de construcción, ya que el circuito atraviesa una cuenca (en alemán: "Talkessel").
13 kilómetros - Klostertal
Es el tramo comprendido entre Kesselchen y Karussell. Hubo una Orden de los Caballeros de San Juan de Jerusalén en el siglo XIV . Un monje asceta ayudó a subsistir a los más necesitados en el siglo XVIII.
13 kilómetros - Steilstrecke
El "Steilstrecke" (sección empinada), que pasaría directamente a través del bosque a lo largo de la sección de la pista del mismo nombre, fue construida originalmente para pruebas de automóviles. Con un máximo de un 27% de inclinación, en ese momento se trataba de una verdadera prueba de resistencia para los vehículos. La sección empinada, que ya no está en uso, es atravesada en la actualidad por los visitantes que se dirigen al Caracciola-Karussell.
13-14 kilómetros - Carraciola-Karussell
Un carrusel de bancos como parte del circuito que se pavimentó en 1932. Fue nombrado después de la carrera del famoso piloto Rudolf Caracciola (1901-1959).
14-15 kilómetros - Hohe Acht
El cerro del mismo nombre, a 746 metros el punto más alto de la región de Eifel, se puede encontrar aquí, cerca del circuito de carreras.
15 kilómetros - Hedwigshöhe
Toma su nombre de la esposa del Landrat (administrador del distrito) Dr. Creutz, el padrino espiritual del Nürburgring. Ella disfrutaba de las vistas de esta zona mientras que su marido se encontraba en la zona de construcción del circuito.
15 kilómetros - Wippermann
Nombrado así por la forma en que los coches se balanceaban de arriba abajo en esta sección de la pista.
15-16 kilómetros - Eschbach
Un arroyo del mismo nombre y la localidad de Herresbach-Eschbach dan ese nombre a esta zona.
16 kilómetros - Brünnchen
Un área de cabecera.
17 kilómetros - Pflanzgarten
Esto solía ser el lugar de jardines y campos de cultivo en crecimiento de los condes de Nürburg.
18 kilómetros - Schwalbenschwanz
A los ingenieros de planificación se les ocurrió este nombre. Esta sección del circuito se parece al final de una cola de golondrina a vista de pájaro.
18-19 kilómetros - Galgenkopf
Esta fue la antigua sede de la horca, donde los condes de Nürburg llevaron a cabo sus ejecuciones públicas.
19-20 kilómetros - Döttinger Höhe
El nombre de la aldea cercana de Döttingen.